# بيقية كبيرة الأزهار
البيقية كبيرة الأزهار نوع نباتي يتبع جنس البيقية من الفصيلة البقولية. اسمه العلمي (باللاتينية: Vicia grandiflora).
تنتشر في آسيا وأوروبا، حيث تتواجد في إيران وتركيا والقوقاز وجنوب شرق أوروبا وبولندا وروسيا وجنوب أوكرانيا وجنوب النمسا وإيطاليا.

## الوصف النباتي
نبات عشبي. الورقة ريشية مركبة تنتهي بمحلاق. الأزهار بنفسجية (انظر الصورة). الثمرة قرن.